# Tarucus ungemachi
Tarucus ungemachi is een vlinder uit de familie van de Lycaenidae. De wetenschappelijke naam van de soort is voor het eerst gepubliceerd in 1942 door Henri Stempffer.

## Verspreiding
De soort komt voor in de savannen van Senegal, Gambia, Guinee, Burkina Faso, Ghana, Benin, Nigeria, Kameroen, Tsjaad, Zuid-Soedan, Ethiopië, Oeganda en Kenia.

## Waardplanten
De rups leeft op Ziziphus abyssinica (Rhamnaceae).